# صفحه جنوبگان

صفحهٔ آبی‌رنگ، صفحهٔ جنوبگان است.

صفحهٔ جنوبگان یک بشقاب زمین‌ساختی است که شامل قارهٔ جنوبگان و اقیانوس زیر آن است. این صفحه ۶۰٬۹۰۰٬۰۰۰ کیلومتر مربع است. این صفحه مجاور صفحاتی از جمله صفحهٔ نازکا و صفحهٔ آمریکای جنوبی است.